# Nikola Vučević

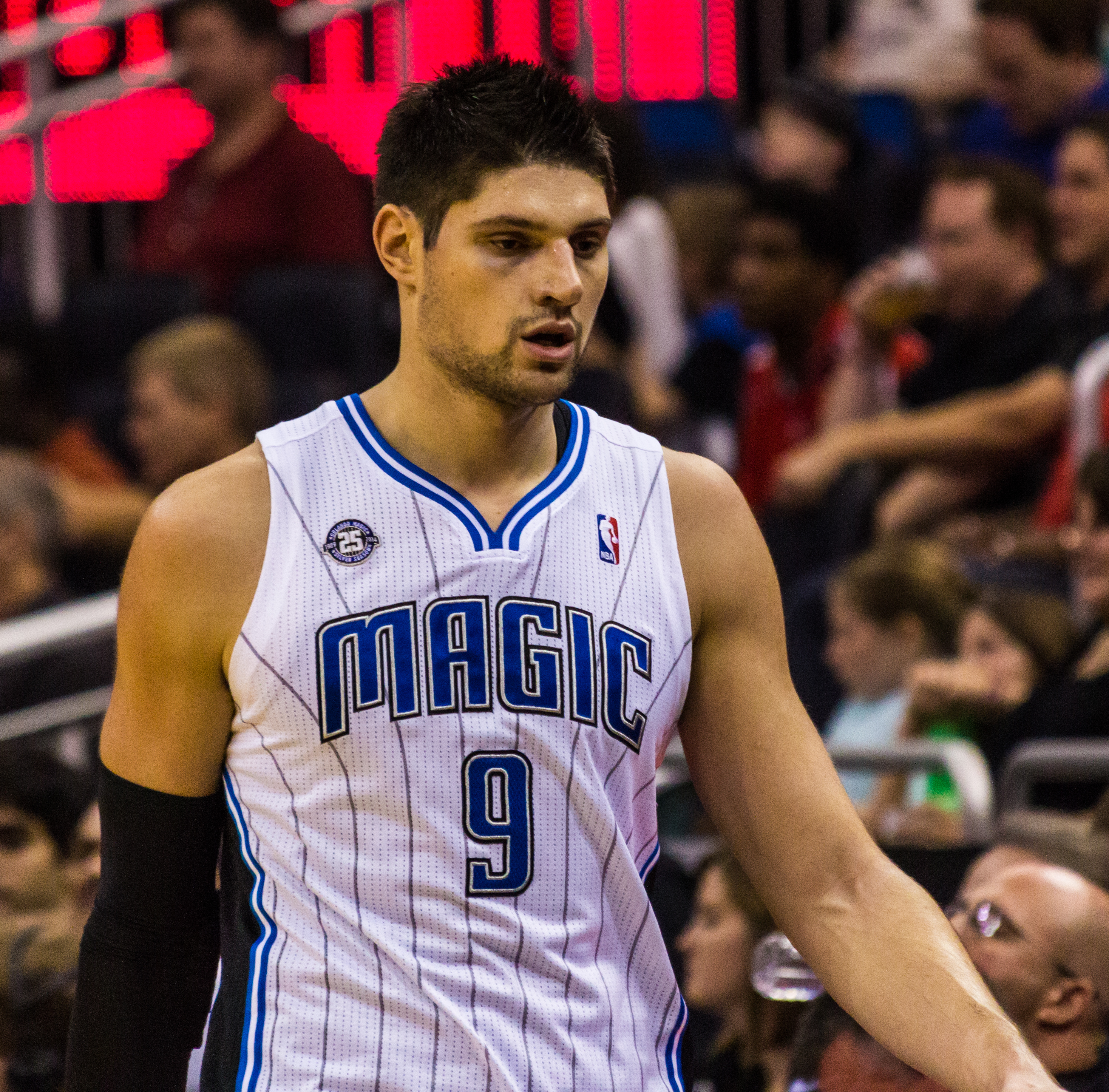
Nikola Vučević, 2013.

Nikola Vučević, serbiska: Никола Вучевић, född 24 oktober 1990 i Morges i Schweiz, är en montenegrinsk-belgisk professionell basketspelare (C) som spelar för Chicago Bulls i National Basketball Association (NBA). Han har tidigare spelat för Philadelphia 76ers och Orlando Magic.
Vučević draftades av Philadelphia 76ers i första rundan i 2011 års draft som 16:e spelare totalt.
Innan han blev proffs studerade Vučević vid University of Southern California och spelade för deras idrottsförening USC Trojans.